# Rimicaris
Rimicaris Williams & Rona, 1986 é um género de camarões abissais que vivem em torno das chaminés das fontes hidrotermais dos campos hidrotermais de grande profundidade.

## Espécies
Presentemente o género inclui três espécies
- Rimicaris exoculata Williams & Rona, 1986
- Rimicaris kairei Watabe & Hashimoto, 2002
- Rimicaris hybisae Connelly, D. P. et al., 2012